# Genyorchis platybulbon
Espèce
Synonymes
- Polystachya platybulbon (Schltr.) Kraenzl.[1]

Statut de conservation UICN

 CR A1c+2c : 
En danger critique
Genyorchis platybulbon Schltr. est une espèce de plantes à fleurs de la famille des Orchidaceae (les orchidées) et du genre Genyorchis, présente en Afrique centrale.

## Distribution
Assez rare, subendémique du Cameroun, où on la trouve dans trois régions (Sud-Ouest, Littoral et Sud), elle a également été observée au Gabon.